# Nails (гурт)
Nails — американський гардкор-панк гурт з Окснарду, Каліфорнія .   Сформований в 2009 році фронтменом Nails і колишнім гітаристом Terror , Тоддом Джонсом . Разом з басистом Джоном Джанеллі та барабанщиком Тейлором Янгом з Disgrace у 2009 році вони дебютували з міні-альбомом Obscene Humanity, після чого були записані студійні альбоми: Unsilent Death (2010), Abandon All Life (2013) і You Will Never Be One of Us (2016), а також спільний міні-альбом з Full of Hell . Широку популярність і схвалення Nails отримали за свій дикий і насичений звук.

## Історія
Гурт сформувався у 2009 році. За цей час вони встигли записати три повноформатних альбоми та два міні-альбоми. В 2014 році гурт підписав контракт з Nuclear Blast . Після цього вони випустили свій третій та найуспішніший альбом You Will Never Be One of Us 17 червня 2016 року.
25 липня 2016 року група раптово скасувала своє турне по Європі, а промоутери стверджували, що група взяла перерву та «на той час не планувала більше грати наживо чи записувати».  Це змусило організаторів скасувати їхню появу на Ozzfest Meets Knotfest . Але пізніше фронтмен Тодд Джонс заявив, що група ніколи не брала перерви.  У грудні 2016 року гурт підтвердив ці слова, зігравши на фестивалі The Power of the Riff і випустивши спліт- 7-дюймовий вініл разом із Full of Hell .   
30 листопада 2020 року, після оголошення про перевидання на 10-річчя альбому Unsilent Death, барабанщик Янг оголосив, що покинув гурт на початку весни. Наступного дня басист Джон Джанеллі також підтвердив те, що він залишив гурт. Тодд Джонс і досі є єдиним учасником гурту. 
Після майже 3 років тиші зі сторони Джонса в Instagram гурту було опубліковано фото Джонса та Курта Баллоу в God City Studios. В описі публікації було написано: "Новий альбом NAILS, спроектований Куртом Баллоу, виходить влітку 2024 року на @nuclearblastrecords. Дякуємо, що лишаєтесь з нами. Невдовзі буде більше інформації. Люблю вас усіх". Іншої інформації про новий склад гурту поки не немає. 

## Стиль музики
У рецензії на альбом Abandon All Life Pitchfork написали, що "Nails наповнюють свої короткі, але постійно різні треки хаотичною та складною сумішшю хардкор-панку, ді-біту, грайндкору, павервайоленсу та дез-металу".  У 2013 році в інтерв’ю для Invisible Oranges Тодд Джонс сказав, що краст-панк, дез-метал і японський хардкор найбільше вплинули на стиль гурту.  Rushonrock назвав Nails разом із Trap Them ключовими гравцями сучасної американської краст-сцени. 

## Учасники
Діючі
- Тодд Джонс — вокал, гітара (2009—сьогодення)

Колишні
- Джон Джанеллі — бас (2009–2020)
- Тейлор Янг — ударні (2009–2020)
- Том Хоган — ударні (2009)
- Ендрю Саба — гітара (2012–2015)
- Леон дель Муерте — гітара (2017–2019)

Тимчасові учасники для гастролей
- Джон Вестбрук — бас (2009)
- Філ Сґроссо — гітара (2016)

## Дискографія

### Студійні альбоми
- Unsilent Death (2010)
- Abandon All Life (2013) [14]
- You Will Never Be One of Us (2016)

### Міні-альбоми
- Obscene Humanity (2009)
- Obscene Humanity (2012)
- Nails / Skin Like Iron Split (2012)
- Nails / Full of Hell Split (2016) [8]
- I Don't Want to Know You (2019)

## Зовнішні посилання
- Офіційний веб-сайт
- Nails (гурт) на сайті AllMusic (англ.)